# نزلة أبو نار
نزلة أبو النار  قرية من قرى الضفة الغربية وتتبع محافظة طولكرم، ومن القرى التي وقعت في حرب 1967.
تقع قرية أبو نار إلى الجنوب الشرقي من قرية باقه الشرقية وهي محتله منذ عام 1967 وملتصقه تماما مع باقه الشرقية وهي اقل النزلات الخمس (الشرقية والغربية والوسطى ونزلة عيسى ونزلة أبو نار) في المنطقة من حيث عدد السكان.
وتقع جنوب شرق بلدة باقة الشرقية ومن العائلات التي تسكنها، عائلة جانم وعائلة سليط، عائلة كتانة، والساعد.